# LDV Média
LDV Média est une chaîne de télévision française. Il s'agit de la seule chaîne lycéenne diffusée sur le numérique en France, gérée par le lycée public Léonard-de-Vinci de Monistrol-sur-Loire.

## Histoire de la chaîne
LDV TV émet pour la première fois en janvier 2006 grâce à une autorisation temporaire du CSA jusqu'en juillet 2006.
Par la suite, la chaîne lycéenne est conventionnée par le CSA et obtient un canal de diffusion sur le réseau hertzien numérique local en mai 2011, exploitable pour une durée de dix ans,.
Du 28 novembre au 1er décembre 2012, la chaîne représente la France dans la catégorie lycée au Microsoft Global Forum à Prague, en République tchèque.
Le 4 novembre 2016, lors du colloque "Reflets d'écran" organisé par le lycée Léonard de Vinci à Monistrol-sur-Loire, Laurent Wauquiez annonce, pour la Région Auvergne-Rhône-Alpes une aide de 200 000 euros pour la télévision ainsi qu'une somme d'un million d'euros pour équiper l'établissement en tant que "campus numérique". Par ailleurs, le lycée va se doter d'une classe préparatoire et LDV TV sera au centre de ce projet unique en France et en Europe. Ces annonces ne seront pas suivies d'effets.
La chaîne est renommée LDV Média le 16 mars 2018. R. Mendola et F. Florin sont à l'origine de ce redémarrage.
En mai 2020, le CSA reconduit l'autorisation de l'association Léonard de Vinci Média à utiliser une ressource radioélectrique pour la diffusion de LDV Média sur la TNT locale jusqu'en mai 2026.

## Organisation

### Dirigeants
Cofondateurs LDV TV en 2006: A. Mattone,  Proviseur. R. Mendola,  Enseignant. 
Cofondateurs LDVMEDIA en 2018. D. Gay,  Proviseur. R. Mendola,  Enseignant. F. Florin,  Enseignant.

### Siège
Lycée Léonard de Vinci à Monistrol-sur-Loire.

## Programmes
La chaîne entreprend des partenariats qui lui permettent de retransmettre différents évènements tels que:
- le Festival International du Court Métrage de Clermont-Ferrand ;
- EuropaVox ;
- des concerts à La Cigale de Paris ;
- le salon de l’éducation ;
- le salon du livre ;
- le Festival Rendez-Vous de l’Histoire de Blois ;
- les Journées de l'innovation à la Maison de l'UNESCO en 2012 à Paris
- Masterclasses Cinéma ;

## Diffusion
LDV Média diffuse ses programmes sur le canal 33 de la TNT monistrolienne mais aussi sur sa chaîne Youtube.